# Гренічерул
«Гренічерул» (рум. Grănicerul) — професіональний молдовський футбольний клуб з міста Глодяни.

## Хронологія назв
- 1973: «Металіст» (Глодяни)
- 1976: «Гренічерул» (Глодяни)
- 1992: «Кристалул» (Глодяни)
- 1993: клуб розформовано
- 2005: ФК «Глодяни»
- 16.08.2013: «Гренічерул» (Глодяни)

## Історія
Футбольний клуб «Металіст» заснований 1973 року в місті Глодяни. У 1976 році під назвою «Гренічерул» (Глодяни) команда посіла третє місце в першій лізі чемпіонату Молдавської РСР. У 1977, 1978 і 1980 роках знову став третім у підсумковій таблиці. У 1981 році клуб виграв свій перший чемпіонський титул. У наступних трьох сезонах команда повторила вище вказаний успіх.
Після того, як Молдова отримала незалежність й організувала свій власний чемпіонат, клуб під назвою «Кристалул» (Глодяни) брав участь у Кубку Молдови 1992 року. У наступному сезоні 1992/93 років знову виступав у кубкових змаганнях, але потім був розформований.
У 2005 році відроджений під назвою ФК «Глодяни». У сезоні 2005/06 років замінив дискваліфікований після 1 туру «Оргеєв» й стартував у Дивізіоні А. Зайнявши передостаннє 14-те місце, команда вилетіла до Дивізіону Б «Північ». У сезоні 2012/13 років посів останнє 9 місце в групі «Північ». 16 серпня 2013 року повернувся до історичної назви «Гренічерул» (Глодяни), але знову посів останнє місце в групі «Північ» (10 місце). Лише в сезоні 2016/17 років виграв Дивізіон Б «Північ» і здобув путівку до Дивізіону А. У сезоні 2017 року команда посіла 3-тє місце.

## Досягнення
- Чемпіонат Молдавської РСР
  -  Чемпіон (4): 1981, 1982, 1983, 1984
  -  Бронзовий призер (4): 1976, 1977, 1978, 1980

- Дивізіон A Молдови
  -  Бронзовий призер (1): 2017

- Дивізіон Б Молдови
  -  Чемпіон (1): 2016/17

- Кубок Молдови
  - 1/16 фіналу (3): 1992, 2008/09, 2013/14

## Стадіон
Домашні матчі проводить на Центральному стадіоні в Глодянах, який вміщує 4000 глядачів.

## Відомі гравці
- Сергій Шевченко